# Ґейл Форман
Ґейл Форман (англ. Gayle Forman; нар. 1970) — американська письменниця-фантаст для підлітків. Найбільш відома своїм романом «Якщо я залишусь», який очолив список бестселерів за версією The New York Times і був екранізований.

## Особисте життя
Гейл Форман народилася 5 червня 1970 року в Лос-Анджелесі, США.
Наразі вона проживає в Брукліні, штат Нью-Йорк, зі своїм чоловіком Ніком Такером і двома дочками.

## Кар'єра
Форман розпочала свою кар'єру в журналі Seventeen. Її статті здебільшого було присвячено молоді та соціальним проблемам. Пізніше вона стала незалежною журналісткою для Details, Jane, Glamour, The Nation, Elle і Cosmopolitan.
У 2002 році вона зі своїм чоловіком Ніком Такером здійснили навколосвітню подорож, у якій вона зібрала інформацію та досвід, які пізніше стали основою її першої книги «Звідси туди не потрапити. Рік на околицях світу, який стискується» (англ. You Can not Get There from Here: A Year on the Fringes of a Shrinking World), яка була опублікована у 2005 році.
У 2007 році вона опублікувала свій перший роман для підлітків «Сестри по розсудливості» (англ. Sisters in Sanity), який ґрунтується на статті, написаній для Seventeen.
У 2009 році Ґейл Форман випустила роман «Якщо я залишусь» (англ. If I Stay), який отримав відзнаку «Книга року» 2009-го від NAIBA, став переможцем Indie Choice Honor Award та переклад якого є більш ніж на 40 мовах. Це книга про сімнадцятирічну дівчину на ім'я Міа, яка потрапила в трагічну автомобільну аварію й лежить у комі, повністю усвідомлюючи, що відбувається навколо неї. Мія мусить сама вирішити — залишатися їй чи назавжди піти в інший світ разом з найулюбленішими людьми. Продовження книги під назвою «Куди вона пішла» (англ. Where She Went) було випущено у 2011 році. Розповідь ведеться від імені хлопця Мії та описує їх стосунки після подій попередньої книги.
У січні 2013 року Форман випустила роман «Лише один день» (англ. Just One Day), у якому розповідається про Еллісон Хілі, яка в останній день подорожі по Європі зустрічає данського бродячого актора на ім'я Віллем. Раптово Еллісон вирішує поїхати з Віллемом у Париж, де вони проводять день разом, перш, ніж він зникне. У жовтні 2013 року вийшло продовження цього роману під назвою «Лише один рік» (англ. Just One Year), у якому описуються ті ж події, що й у попередній книзі, але з погляду Віллема. Завершення історії Еллісон і Віллема «Лише одна ніч» (англ. Just One Night) вийшло 29 травня 2014 року. Це 50-сторінкова новела, опублікована у форматі електронної книги.
У січні 2015 року Форман випустила «Я була тут» (англ. I Was Here) про вісімнадцятирічну дівчину, яка зіткнулася з раптовим самогубством своєї кращої подруги. Через місяць права на екранізацію книги були отримані New Line Cinema.
Перший роман Формана для дорослих під назвою «Залиште мене» (англ. Leave Me) був опублікованим у 2016 році.

## Нагороди
У 2009 Форман була номінована на премію Goodreads Choice за художню літературу для молоді.
У 2010 році Форман виграла премію British Fantasy Award та ALA/YALSA Quick Pick для наполегливих молодих читачів. Також була номінована на премію Milwaukee County Teen Book Award.
У 2011 році Форман була номінована на книжкову премію Південної Кароліни в номінації Young Adult Book Award.

### Якщо я залишусь
- 2009 — «Якщо я залишусь» (англ. If I Stay)
- 2011 — «Куди вона пішла» (англ. Where She Went)

### Усього один день
- 2013 — «Лише один день» (англ. Just One Day)
- 2013 — «Лише один рік» (англ. Just One Year)
- 2014 — «Лише одна ніч» (англ. Just One Night) — новела

### Книги поза серії
- 2005 — «Звідси туди не потрапити. Рік на околицях світу, який стискується» (англ. You Can not Get There from Here: A Year on the Fringes of a Shrinking World)
- 2007 — «Сестри по розсудливості» (англ. Sisters in Sanity)
- 2015 — «Я була тут» (англ. I Was Here)
- 2016 — «Залиште мене» (англ. Leave Me)
- 2018 — «Я збилася зі шляху» (англ. I Have Lost My Way)

### Розповіді
- 2014 — «Що ж ти наробила, Софі Рот?» (англ. What the Hell Have You Done, Sophie Roth?) у складі збірки «12 історій про справжнє кохання» (англ. My True Love Gave to Me: Twelve Holiday Stories)

## Екранізації
Екранізація роману «Якщо я залишусь» вийшла в США 22 серпня 2014 року. У головній ролі — Хлоя Грейс Морец.
Права на екранізацію книги «Я була тут» отримала кінокомпанія New Line Cinema через місяць після виходу книги.